# Ермак, Станислав Николаевич
Станислав Николаевич Ермак (1939—2020) — советский военный деятель, учёный и педагог в области разработки и применение ракетно-космических систем и исследования околоземного космического пространства, организатор испытаний ракетно-космической техники, доктор военных наук (1994), профессор  (1995), генерал-лейтенант (1987). Начальник штаба — первый заместитель командующего Военно-космическими силами России (1989—1997). Заслуженный испытатель космической техники и Заслуженный деятель науки Российской Федерации (2001).

## Биография
Родился 24 января 1939 года в деревне Александровка, Черниговской области Украинской ССР.

### Прохождение военной службы
С 1955 по 1960 год обучался в Кирсановском военном авиационно-техническом училище. В 1967 году окончил заочное отделение Ленинградской военной инженерной академии имени А. Ф. Можайского. С 1960 года служил в войсках РВСН СССР в должностях: помощник начальника отделения подготовки данных артиллерийского дивизиона и старший геодезист, заместитель командира и командира батареи, заместителя командира и командир дивизиона. С 1970 по 1973 год — заместитель командира и с 1973 по 1975 год — командир 324-го ракетного полка РВСН.
С 1975 по 1977 год — заместитель командира ракетной дивизии. С 1977 по 1979 год обучался в Военной академии Генерального штаба Вооружённых Сил СССР имени К. Е. Ворошилова. С 1979 по 1983 год — командир 58-й ракетной дивизии РВСН. 30 октября 1981 года Постановлением СМ СССР С. Н. Ермаку было присвоено воинское звание генерал-майор.

### На высших воинских должностях
С 1983 по 1985 год — начальник штаба — первый заместитель командующего 53-й ракетной армии.
С 1985 по 1989 год — начальник Оперативного управления — заместитель начальника Главного штаба РВСН СССР.
С 1989 по 1997 год — начальник штаба — первый заместитель начальника (командующего) Управления космических средств МО СССР (с 1992 года — Военно-космических сил России), С. Н. Ермак являлся одним из организаторов централизации работ по созданию и оперативному применению новых космических средств и аппаратов, в должности начальника штаба он курировал испытания ракетно-космической техники в ГИКЦ имени Г. С. Титова, а так же в космодромах Байконур, Плесецк и Свободный.

### Педагогическая деятельность
С 1997 по 2001 год на научно-исследовательской работе в 4-м центральном научно-исследовательском институте Министерства обороны Российской Федерации в должности ведущего научного сотрудника. С 2001 по 2020 год на научно-педагогической работе в должностях научного сотрудника НПО «Орион» и профессора Военной академии РВСН имени Петра Великого, с 1999 года — председатель Комитета космонавтики Российской Федерации при этой академии. С. Н. Ермак занимался вопросами связанным с исследованием околоземного космического пространства, а так же разработкой и применением ракетно-космических систем.
В 1991 году С. Н. Ермаку была присвоена учёная степень кандидат военных наук, в 1995 году по теме «Теоретические основы применения космических сил и средств при сдерживании угрозы в космосе» — доктор военных наук. В 1994 году ему было присвоено учёное звание старший научный сотрудник, а в 1995 году — профессор. С 1991 года С. Н. Ермак являлся членом Учёных советов 4-го ЦНИИ МО РФ, 50-го ЦНИИ КС РФ и Военной академии РВСН имени Петра Великого. В 1996 году — действительный член Академии военных наук, в 2001 году — действительный член Российской академии космонавтики имени К. Э. Циолковского. С. Н. Ермак автор более 270 научных трудов и 12 монографий, им было подготовлено восемь докторов и пятнадцати кандидатов наук.
Скончался 9 мая 2020 года в Москве, похоронен на Троекуровском кладбище.

## Высшие воинские звания
- Генерал-майор (30.10.1981)
- Генерал-лейтенант (29.10.1987)[6]

## Награды
- Орден «За военные заслуги» (1996 — "За большой вклад в успешное завершение первого этапа российско-американского сотрудничества в области пилотируемых космических полётов по космической программе «Мир — Шаттл»)[7]
- Орден Трудового Красного Знамени (1976)
- Орден Красной Звезды (1967)
- Орден «За службу Родине в Вооружённых Силах СССР» III степени (1989)
- Медаль «За боевые заслуги»
- Медаль «За трудовую доблесть»

### Звания
- Заслуженный деятель науки Российской Федерации (2001)[4][1]